# Henri de Bonnechose
Henri-Marie-Gaston de Bonnechose, né à Paris le 30 mai 1800, mort à Rouen le 28 octobre 1883, est un homme d'Église français, archevêque de Rouen et cardinal.

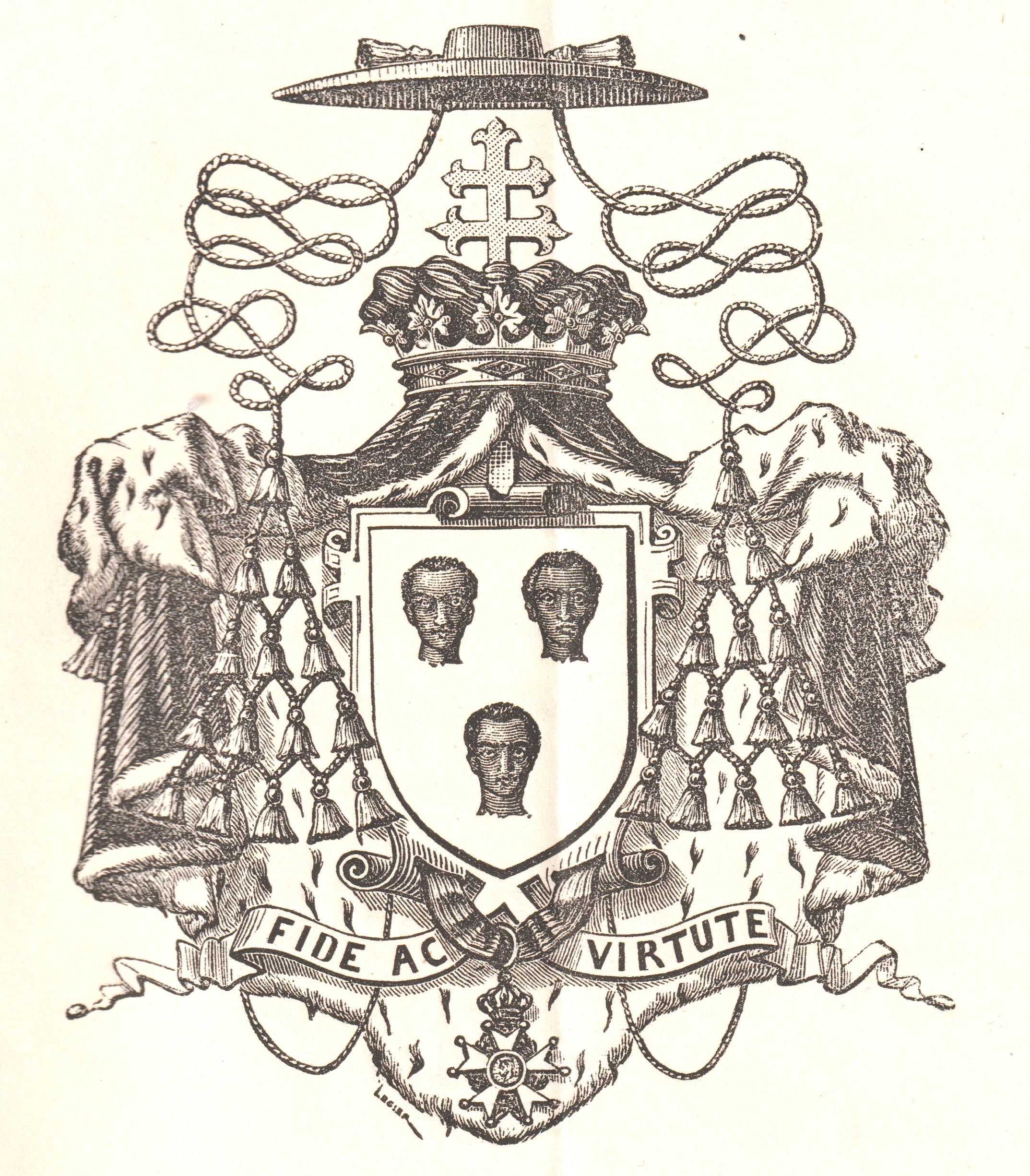
Armoiries de Henri de Bonnechose

## Biographie

### Début de carrière dans la magistrature
Henri de Bonnechose naît le 30 mai 1800 à Paris. Son père est français, ancien page du roi Louis XVI devenu sous-préfet de Nimègue sous l'Empire, tandis que sa mère est néerlandaise protestante,. Il est le frère aîné d'Émile de Bonnechose historien, écrivain et bibliothécaire royal, et de Louis de Bonnechose (1811-1832) qui fut page de Charles X et fut tué en Vendée lors de l'insurrection légitimiste de 1832.
Il passe sa jeunesse à Bruxelles, puis à Nimègue où son père est en fonction. La chute de l'Empire le conduit à Yvetot et il fait ses études à Rouen, puis à Paris. Protestant, il se convertit au catholicisme à 18 ans et il est baptisé sub conditionem le 13 septembre 1819.
Après la licence en droit obtenue à Paris le 29 juillet 1822, il est nommé substitut aux Andelys en janvier 1823, mais quitte cette ville pour exercer les mêmes fonctions à Rouen. Le 4 mars 1826, il devient procureur du roi à Neufchâtel-en-Bray, puis est nommé substitut du procureur général à la cour royale de Bourges, le 24 janvier 1827. Il n'y reste que quelques mois pour devenir avocat général à la cour de Riom, le 17 septembre 1827. Le 10 juin 1829, grâce à l'archevêque, Louis de Rohan-Chabot, il entre à la cour de Besançon comme premier avocat général. Il donne sa démission le 9 septembre 1830 pour entrer dans la communauté de l'abbé Bautain à Strasbourg.

### Carrière ecclésiastique
Le 18 décembre 1830, il est ordonné sous-diacre et reçoit le diaconat le 17 décembre 1831. Le 21 décembre 1833, il devient prêtre et célèbre sa première messe le 29 décembre dans l'église Saint-Pierre-le-Vieux.
Après quelques années consacrées à l'enseignement au collège de Juilly, le gouvernement de Louis-Philippe l'envoie à Rome comme recteur de Saint-Louis-des-Français (1844-1847). C'est là qu'il reçoit l'ordonnance royale le nommant évêque de Carcassonne. Élu le 17 janvier 1848, il est consacré le 30 janvier à l'église Saint-Louis-des-Français de Rome par le cardinal Orioli, assisté de Girolamo D'Andrea, archevêque de Mélitène, et Domenico Lucciardi, archevêque de Damas. Il ne peut rejoindre son siège que le 24 mai. Il y est nommé chevalier de la Légion d'honneur en 1852. Le climat du Midi ne lui convenant pas, il est transféré à Évreux le 23 mars 1855 qu'il rejoint le 31 mai. Pour quelques années seulement, puisqu'il est nommé archevêque de Rouen par Napoléon III le 21 février 1858 et promu le 18 mars.

### Le cardinalat
En 1863, il est nommé officier de la Légion d'honneur. Il est créé cardinal-prêtre au consistoire du 11 décembre 1863 tenu par le pape Pie IX. Le 14 janvier 1864, il reçoit la barrette cardinalice des mains de l'Empereur dans la chapelle des Tuileries. Il reçoit le chapeau rouge et le titre de S. Clemente le 22 septembre 1864. Sa nouvelle dignité lui donne accès au Sénat du Second Empire où il interviendra fréquemment. En 1869, il est promu commandeur de la Légion d'honneur.
Soucieux de la conservation du patrimoine, il nomme en 1861 l'abbé Cochet inspecteur des monuments religieux du diocèse. Toutes transformations des églises ou aliénation de biens doit recevoir l'aval de Cochet, qui rend compte de sa mission chaque semestre. Bonnechose invite également ses desservants à rédiger des annales paroissiales.
En 1865, il procède à la translation, du fort de Braine (près de Soissons) à Rouen, des reliques de saint Victrice (évêque de Rouen), qui avaient été soustraites et protégées des invasions normandes au IXe siècle. Au nom du Saint-Père et des chanoines du chapitre de la Basilique Vaticane, il procède au couronnement de la Vierge de Notre-Dame-de-la-Délivrande (près de Caen) le 22 août 1872.
Pour diffuser ses décisions dans tout le diocèse, il lance en 1867 La Semaine religieuse du diocèse de Rouen, un des premiers bulletins diocésains en France.
L'occupation de Rouen par l'armée prussienne lui donne l'occasion de renouer avec la tradition de l'évêque defensor civitatis (défenseur, protecteur de la cité). À la demande de la municipalité de Rouen, il se rend à Versailles où il est reçu par le chancelier Otto von Bismarck, par l'Empereur et par son fils. Il obtient une réduction des deux tiers de la dette de la ville.
Auparavant, il avait été l'un des Pères du premier concile du Vatican et soutiendra le dogme de l'infaillibilité pontificale.
Il observe une stricte neutralité pendant les débats qui amènent l'établissement de la IIIe République, ce qui ne l'empêche pas de faire de nombreuses démarches notamment auprès de Jules Grévy.
Il participe au conclave de 1878 à l'issue duquel le pape Léon XIII est élu.

### Mort et monument funéraire

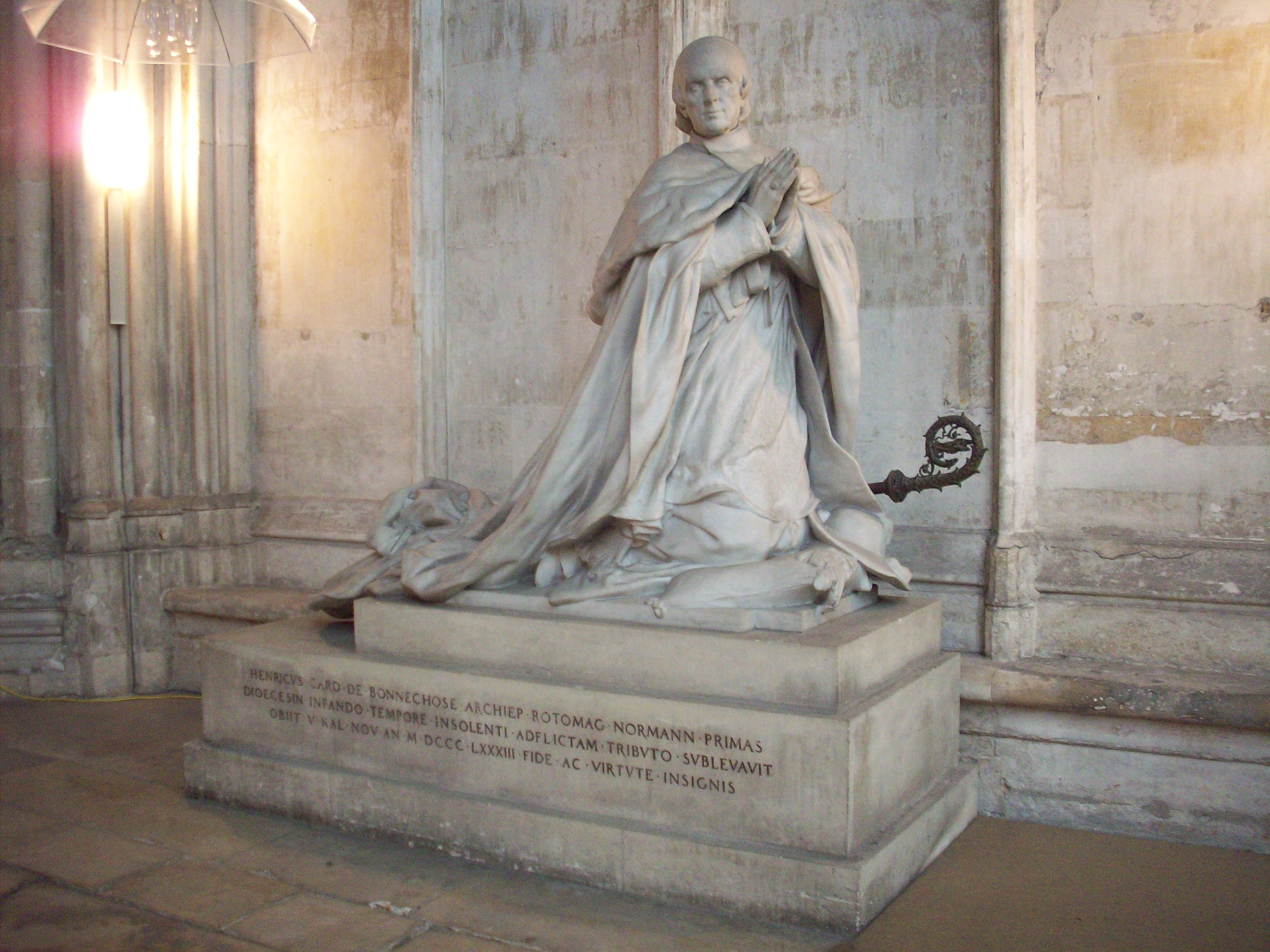
Orant du cardinal de Bonnechose, dans la chapelle de la Vierge de la cathédrale de Rouen.

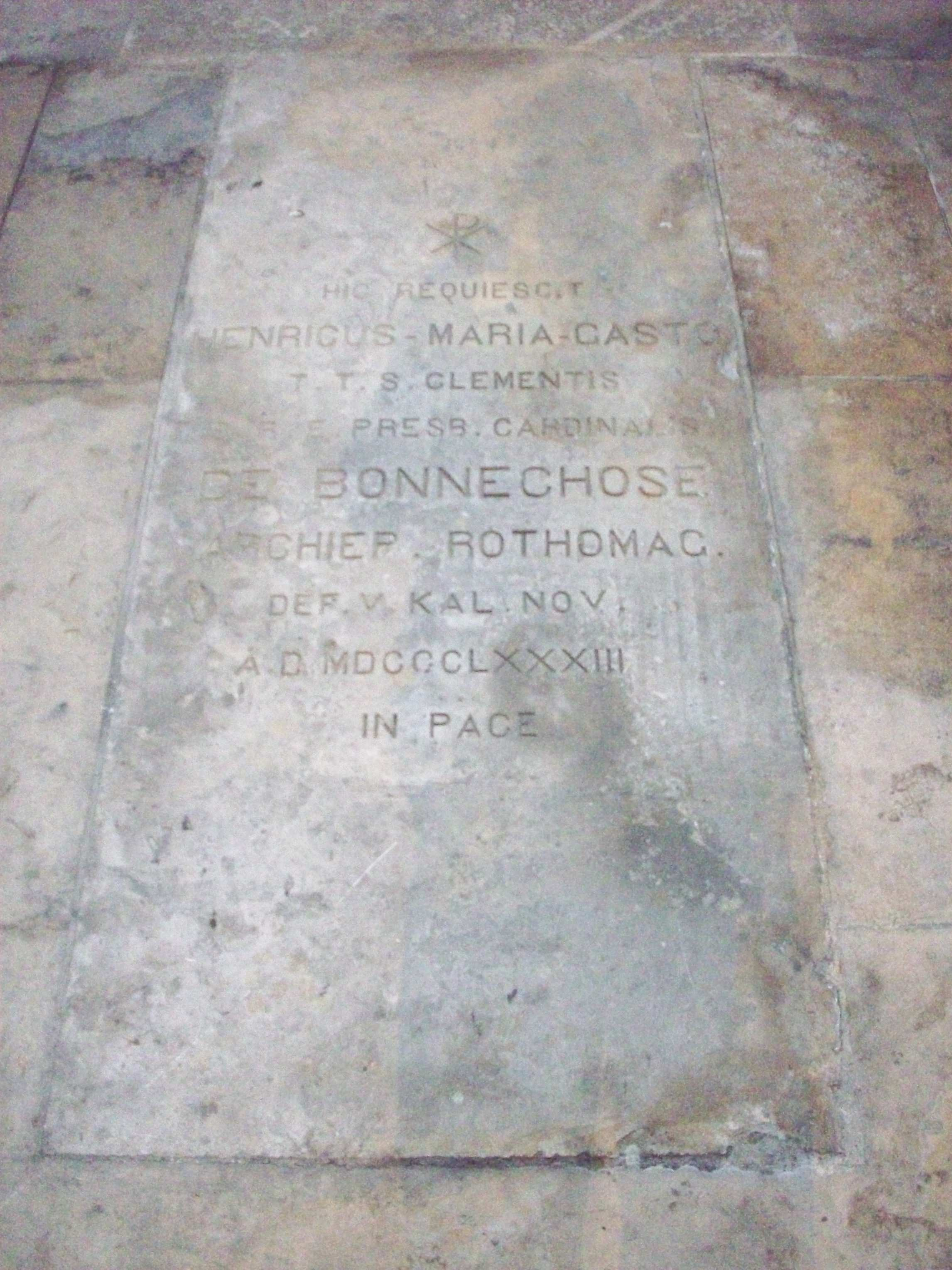
Pierre tombale dans la cathédrale de Rouen.

En 1883, il se rend une dernière fois à Rome, mais, pris d'un malaise le 16 octobre à la gare Saint-Lazare, il meurt le 28 octobre suivant. Ses obsèques sont célébrées le 6 novembre ; c'était la dernière fois qu'un cardinal français recevait l'hommage des pouvoirs publics. François-Nicolas Besson, évêque de Nîmes, prononce une oraison funèbre à Rouen le 13 décembre.
Bonnechose avait demandé à être représenté à genoux, tourné vers le maître-autel de la chapelle Saint-Pierre-Saint-Paul où sa sépulture devait se trouver. L'œuvre est celle du sculpteur Henri Chapu. Il réalise une maquette à la fin 1889 qu'il expédie à Carrare. Il meurt sans pouvoir achever la traîne de la cappa magna. La statue est exposée au Salon de 1891 puis est mise en place. Le monument, dont le piédestal est l'œuvre d'Edmond Bonet, est inauguré le 23 mars 1893. Assise sur le socle, une grande statue de bronze, réalisation de Carlus, représentait la « France chrétienne ». Après guerre, seul l'orant de marbre blanc a été conservé et placé à l'entrée de la chapelle de la Vierge. On peut lire sur le socle l'épitaphe :

## Succession apostolique
Henri de Bonnechose a ordonné les évêques suivants :
- Évêque Félix-Clair Ridel, M.E.P. (1870)
- Évêque Léopold-René Leséleuc de Kerouara (1873)
- Évêque Abel-Anastase Germain (1876)
- Archevêque François-Edouard Hasley (1878)
- Évêque Paul-Félix-Arséne Billard (1881)

## Représentations et évocations artistiques

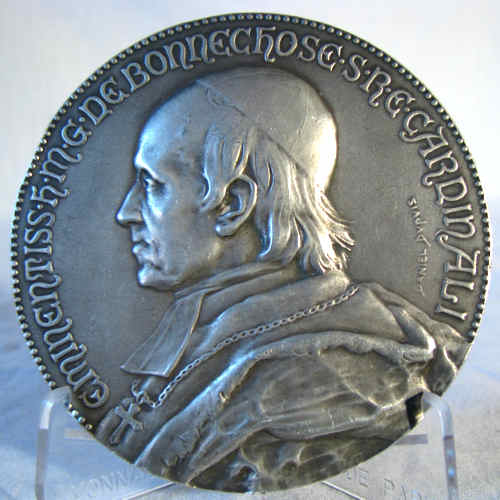
Daniel Dupuis - Cardinal de Bonnechose (1883)

### Portraits et représentations
- Le musée des beaux-arts de Rouen conserve le Portrait en pied de Monseigneur de Bonnechose (1859) par Alexandre-Amédée Dupuy Delaroche.
- Un buste sculpté, signé d'Alexandre Falguière, est présenté au salon de 1878[9].
- Une médaille en bronze de diamètre 70 mm est gravée à son effigie par Daniel Dupuis (1883).
- Camille Pissarro a peint l'impression laissée par ses funérailles (1883).

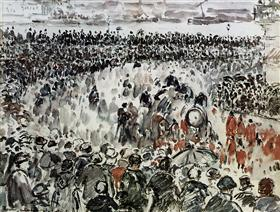
Camille Pissarro - Enterrement du cardinal de Bonnechose à Rouen, vers 1883. Aquarelle sur traits au crayon noir. Musée du Louvre, Paris.

### Évocation dans des œuvres littéraires
- Maurice Leblanc, qui reçut la confirmation par Henri de Bonnechose, en fait un personnage d'un des romans d'aventures d'Arsène Lupin : La Comtesse de Cagliostro (1924).
- Jean de La Varende l’a mis en scène, dans quelques passages de son roman, Le Centaure de Dieu (1938).
- Patrick Grainville mentionne la contrariété que provoquent ses obsèques à Claude Monet, alors en train de peindre la cathédrale de Rouen, dans un passage de Falaise des Fous (2018).

## Distinctions
- Commandeur de la Légion d'honneur (11 août 1869)[3]

## Sources et bibliographie
- Henri de Bonnechose, Oeuvres, Paris, éd. Victor Palmé, 1848-1874 : vol. 1 (308 p.) et vol. 2 (471 p.) : lettres pastorales, circulaires et mandements ; vol. 3 (537 p.) : allocutions, discours politiques et de circonstances.
- Abbé Henri Congnet, Notice sur la translation des reliques de saint Yved et saint Victrice en la ville de Braine, Paris, 1865.
- Honoré Fisquet, Notice biographique sur Mgr Marie-Gaston de Bonnechose, Cardinal-archevêque de Rouen, Paris : P. Brunet / Rouen : Fleury, 1865.
- Mgr Besson, Vie du cardinal de Bonnechose, archevêque de Rouen, 2 volumes, Retaux, Paris, 1887.
- Émile de Marcère, Le Cardinal de Bonnechose et la société contemporaine, Paris, Nouvelle Revue, 1887, 56 p.
- Armand Ravelet, Le Bienheureux J. B. de la Salle, fondateur de l'Institut des Frères des Ecoles chrétiennes, Librairie Alfred Mame et Fils, Tours, 1888;  (page 632, gravure de Farlet et texte de la guérison  d'Etienne de Suzane d'Epinay).